# 11944 Shaftesbury
11944 Shaftesbury è un asteroide della fascia principale. Scoperto nel 1993, presenta un'orbita caratterizzata da un semiasse maggiore pari a 2,8869564 UA e da un'eccentricità di 0,0228561, inclinata di 2,97472° rispetto all'eclittica.